# Lưu Lược
Lưu Lược (tiếng Trung: 留略; bính âm: Liu Lüe; ? - 279), không rõ tên tự, là tướng lĩnh Đông Ngô thời Tam Quốc trong lịch sử Trung Quốc.

## Cuộc đời
Lưu Lược quê ở huyện Trường Sơn, quận Cối Kê, Dương Châu, là con trai trưởng của Tả tướng quân Lưu Tán, anh của Tả tướng quân Lưu Bình.
Năm 252, sau khi Ngô chủ Tôn Quyền chết, quyền thần nước Ngụy là Tư Mã Sư muốn thừa cơ diệt Ngô, phát binh theo ba đường Đông Hưng, Nam quận, Vũ Xương. Gia Cát Khác sai Lưu Lược cùng Toàn Đoan mỗi người dẫn hơn 1.000 quân sĩ đóng giữ hai thành ở Đông Hưng. Lưu Lược thủ thành đông, Toàn Đoan thủ thành tây. Quân Ngụy do Hồ Tuân, Gia Cát Đản chỉ huy nỗ lực công thành, nhưng Lược, Đoan vẫn thủ vững, không ra ứng chiến. Nhờ hai người nỗ lực phòng thủ mà Gia Cát Khác cùng Lưu Tán, Lã Cứ, Đường Tư, Đinh Phụng có thể đánh đuổi được quân Ngụy ra khỏi lãnh thổ.
Năm 255, Lưu Tán tử trận tại Thọ Xuân. Cùng năm, người Ngô tiến vào quận Quảng Lăng, do Vệ úy Phùng Triều xây thành, sau được phong giám quân, đốc Từ Châu chư quân sự, Ngô Nhương được phong làm thái thú Quảng Lăng. Lưu Lược bị phong làm thái thú quận Nam Hải, dời khỏi chiến trường, nhậm chức tại Quảng Châu.
Năm 279, thái thú Quế Lâm là Tu Doãn chết bệnh. Bộ hạ của Doãn là Quách Mã, Hà Điển, Vương Tộc, Ngô Thuật, Ân Hưng nhân cơ hội nổi dậy ở Lĩnh Nam, giết chết thái thú Nam Hải Lưu Lược, thứ sử Quảng Châu Ngu Thụ.

## Trong văn hóa
Trong tiểu thuyết Tam quốc diễn nghĩa của La Quán Trung, Lưu Lược xuất hiện ở hồi 108, cùng Toàn Đoan phòng thủ hai thành tả hữu Đông Hưng, khiến tướng Ngụy là Hồ Tuân không làm gì được.